# Крашенинников Степан Петрович
Степ́ан Петр́ович Крашен́инников (рос. Степан Петрович Крашенинников; 31 жовтня (11 листопада) 1711 року, Москва — 25 лютого (8 березня) 1755 року, Санкт-Петербург) — російський ботанік, етнограф, географ, мандрівник, дослідник Сибіру і Камчатки, автор знаменитої праці «Опис землі Камчатки» (1756), першого комплексного наукового дослідження півострова. Ад'юнкт натуральної історії та ботаніки Петербурзької Академії наук (1745). Перший російський професор натуральної історії та ботаніки Петербурзької Академії наук (1750). Ректор Університету Академії наук та інспектор Академічної гімназії (1750).

## Біографія
Народився Степан Петрович 11 листопада (31 жовтня за юліанським календарем) 1711 року в Москві в родині солдата лейб-гвардійського Преображенського полку. Навчався у 1724—1732 роках у московській Слов'яно-греко-латинській академії при Московській духовній академії, де познайомився із М. В. Ломоносовим. У 1732 році у складі групи студентів був направлений до Санкт-Петербурга в Академію для участі у Другій Камчатській експедиції 1733—1743 років. Після випробувань з прослуханих курсів з ботаніки, зоології і географії в серпні 1733 року рішенням Зборів Академії наук Степан разом із Федором Поповим, Лукою Івановим, Василем Трет'яковим і Олексієм Горлановим були зараховані студентами до складу академічного загону Великої північної експедиції під керівництвом професорів І. Г. Гмеліна (1709—1755), Г. Ф. Міллера (1705—1783) і Людовика Деліля де-ла-Кроера (1688—1741). За відгуком Ломоносова з усіх 5 студентів вийшов толк лише з Крашеніннікова, інші під час експедиції зіпсувалися — «від нестачі нагляду»; зі свого боку Крашенінніков повідомляв, Ломоносову, що в Сибіру Гмелін читав йому лекції потайки від Міллера, бо той був проти того, щоб під час експедиції професори ще й навчали студентів.

### Сибірська експедиція
Подорож на Камчатку розпочалась 19 серпня 1733 року. Степан Крашенінніков супроводжував Гмеліна й допомагав йому збирати гербарій. Вчені проводили в дорозі історичні, географічні вишукування, вивчали флору, фауну, цікавилися побутом і життям населення, результатом чого став подорожній щоденник Степана, що містить відомості з ботаніки, етнографії, зоології, історії, географії Сибіру, словники тунгуської та бурятської мов. Наприкінці січня 1734 року вчені прибули до Тобольська. У травні 1734 року виїхали в напрямку на Семипалатинськ, далі до Усть-Каменогорська, звідти на північ, на Коливановський завод (серпень 1734 року), Кузнецьк і Томськ. Від Томська експедиція повернула на схід. Разом з Гмеліним Степан Петрович налагодив в Єнісейську регулярні метеорологічні спостереження, анатомував малих мускусних оленів, присланих з Саян, відправив до Санкт-Петербурга кістяк кабарги. На початку 1735 року Крашенінніков займався дослідженням двох печер і «писаниць» (наскельних малюнків первісних людей) на околицях Красноярська, таким чином він став одним з перших російських спелеологів, дослідником підземних проваль на Єнісеї.
Далі експедиція попрямувала до Передбайкалля, від Удинського острогу, через Балаганський острог, до Олонської та Уриківської слобід, Листвиничного та Галаусного зимівій, через Кабанський острог на Архангельську слободу, далі на верхній Удинський і Селенгінський остроги. До Кяхти дісталися 24 квітня 1735 року. Після Кяхти експедиція пішла на Черняєве зимів'я, далі через Нерчинський, Єравнінській і Читинський остроги до Аргунського срібного заводу. Від Аргунських срібних заводів експедиція попрямувала до Аргунського острогу. 20 липня 1735 року Крашенінніков вирушив у свою першу самостійну експедицію з вивчення теплих джерел на річці Онон, докладний опис яких він виклав у власному рапорті:81:123.
У січні-лютому 1736 року Крашенінніков з Іркутська зробив мандрівку до Баргузинського острогу, де описав слюдяні родовища на узбережжі озера Байкал:326, оглянув острів Ольхон. Діставшись Верхоленського острогу, досліджував мінеральні гарячі джерела в басейні річок Баргузин і Гаряча, разом з геодезистом Івановим першим описав Кемпендяйскі соляні джерела на правих притоках Вілюя:350:373. Крашенінніков дослідив забайкальський степ до верхів'їв Лени. Експедиція проїхала на конях у верхів'я Лени і звідти вирушила вниз річкою до Якутська, де й зазимувала. Крашенінніков описав 2100 км течії річки Лена, особисто у серпні 1736 року піднімався вгору Вітімом.

### Камчатська експедиція
Міллер і Гмелін перебувли в Якутську разом з командою Вітуса Беринга, готуючись до експедиції на Камчатку. Крашеніннікова, за його особистим бажанням, було вирішено відіслати на «розвідку». Наукова інструкція, що була складена йому керівниками експедиції, передбачала величезний обсяг географічних описів, метеорологічних і гідрографічних спостережень, мінералогічних, ботанічних, зоологічних, етнографічних та історичних досліджень на всьому шляху від Якутська до Камчатки. У своїх спогадах Гмелін писав:339: 
|  | [Для дослідження Камчатки] ми одностайно обрали … пана Крашеніннікова, який з усіх сторін відрізнявся від своїх побратимів своєю працьовитістю і бажанням все доручене йому точно виконати і добра воля якого була нам відома завдяки численним випробуванням. |

5 липня 1737 року Крашенинников виїхав з Якутська на Камчатку, 20 серпня дійшов до Охотська пішки й приступив до вивчення краю: досліджував припливи і відпливи, організував метеорологічні спостереження, склав списки ламутських родів, вивчав флору і фауну на околицях міста; упорядкував свій подорожній щоденник. Перед від'їздом на Камчатку він направив до Якутська рапорт, в якому описав тракт з Якутська до Охотська і дав докладний опис звірів, птахів і деяких найцікавіших рослин, що зустрілись йому в дорозі. 4 жовтня 1737 року на вітрильному боті «Фортуна» Крашенинников відправився на Камчатку. На підході до Камчатки «Фортуну» викинуло на узбережжя поблизу гирла річки Большая, усі особисті речі Степана Петровича й більша частина спорядження були втрачені:190. Через декілька днів він разом із супутниками на 5 човнах піднялися річкою до Большерецька. У місті Крашенинников клопотався про будівництво нового човна для експедиції, створення постійної метеостанції, толмачів для мандрівок, затребував статистичні дані з усіх камчатських канцелярій. Про нещастя, що спіткало Крашеніннікова Гмелін дізнався лише на початку 1739 року:178. Разом із Міллером він клопотав перед Сенатом про збільшення коштів на утримання молодого дослідника, що залишився без майна.

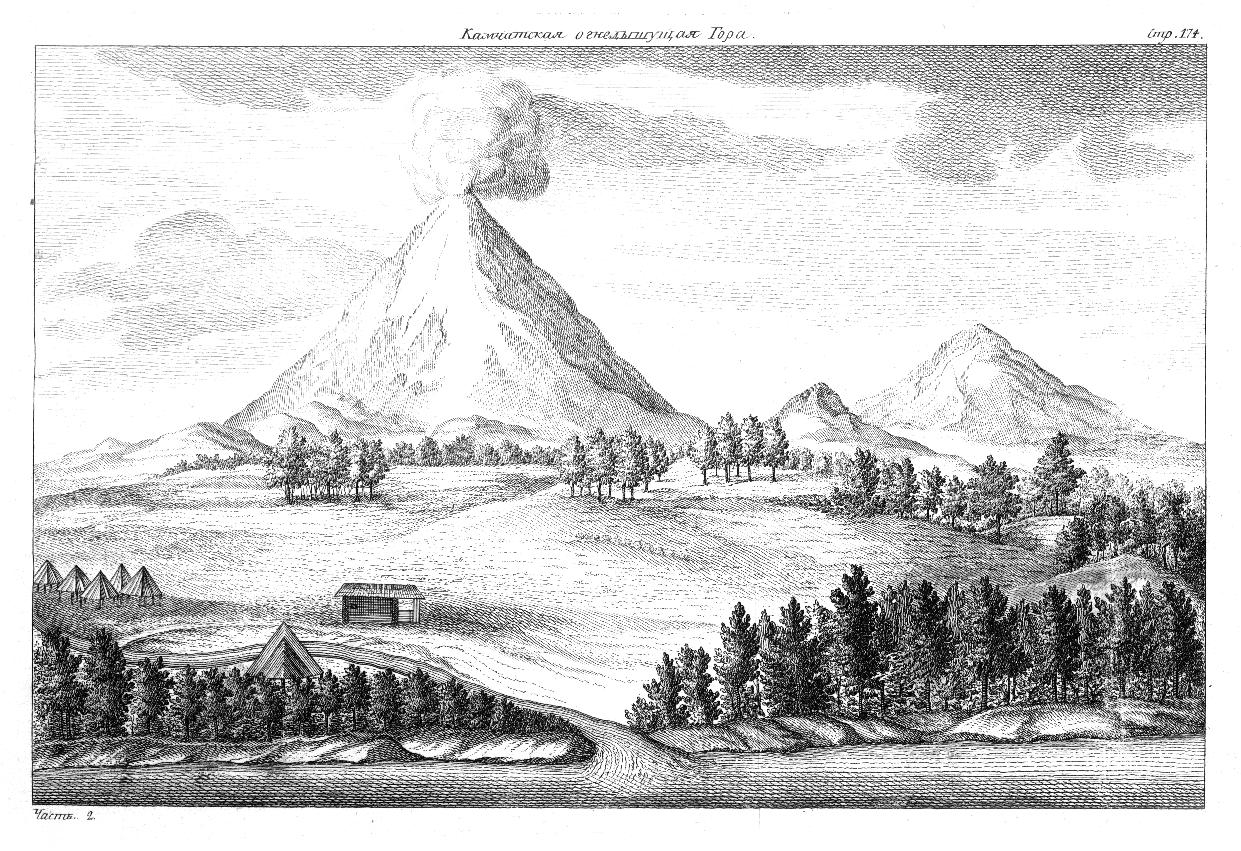
«Камчатська вогняна гора». Ілюстрація з книги Крашеніннікова «Опис землі Камчатки»

У січні 1738 року Крашенинников, у супроводі «пищика» Осипа Аргунова і двох службових, відправився у першу мандрівку Камчаткою до гарячих джерел на одній з приток річки Велика Бааню і далі до Авачинської сопки. Навесні разом із солдатами і козаками розпочав всебічне дослідження Камчатки широтними і меридіональними маршрутами, довжина пройденого узбережжя склала більше 1700 км, з урахуванням внутрішніх маршрутів — понад 3500 км. Серединний хребет він простежив майже на 900 км, на три чверті довжини. Він не дослідив на півострові тільки 3 берегових відрізка: відносно невеликий західний і два коротких — південно-західний і південно-східний, у цілому всього близько 700 км. Вчений описав 4 східних півострова Камчатки — Шипунський, Кроноцький, Камчатський і Озерний, утворені ними затоки, декілька бухт, у тому числі й Авачинську. Після закінчення поїздки було складено детальний опис, який разом із зібраними речами було направлено Гмеліну і Міллеру до Якутська. У середині червня 1738 року Крашенінніков відправився до гирла річки Большая для встановлення там стовпа задля спостереження припливів і відпливів. На той час до Большерецька повернувся «з Курил» служилий Степан Плішкін, що представив докладний рапорт про поїздку на Лопатку, на 1-й і 2-й Курильські острови, привіз багато опудал тварин, японських речей, курильського вбрання і двох курилів. Крашенинников на основі розповідей останніх зробив етнографічний опис далеких Курильських островів. Наприкінці 1738 року був зайнятий мандрівками до Верхнього і Нижнього Камчатського острогів. На річці Кикчік Крашенинников був присутній на святі тубільців, яке він детально описав, а у Верхньо-Камчатському острозі переглянув великий архів старих справ із метою зібрати відомості про початок завоювання Камчатки. Описав безліч річок, насамперед Камчатку (758 км), охарактеризував низку озер, Нерпиче і Кроноцьке, дослідив майже всі вулкани півострова, першим для російської науки описав зі слів свідків явище цунамі.
До квітня 1739 року Крашенинников пробув у Нижньо-Камчатському острозі, звідки їздив до гирла річки Камчатка й у її верхів'я, продовжував робити метеорологічні спостереження, вів бесіди з місцевим населенням про недавнє розорення Нижньо-Камчатського острогу, досліджував звірів і птахів, зі слів місцевого Василя Мохнаткіна записав докладні відомості про північне сяйво у березні 1739 року. Зворотний шлях до Большерецька він здійснив східним берегом. По прибутті клопотав про влаштування житла для Міллера і Гмеліна на Камчатці, що повинні були прибути. Він старанно й детально продовжував їм повідомляти про всі свої роботи на півострові. У серпні 1739 року Крашенінніков здійснив подорож до Верхньо-Камчатського острогу, піднявся річкою Ратуга, побував на весіллі у камчадалів, клопотав про відрядження когось «до коряків».
На початку 1740 року Крашенінніков їздив берегом моря на північ до річки Тігіль і через Харчин острожек повернувся до Нижньо-Камського острогу, звідки відправився до Большерецька. У липні 1740 року він відправив Міллеру разом із національним вбранням, опудалами птахів, звірів і риб першу власну етнографічну працю «Опис камчатського народу, написаний за сказами камчадалів». Про цю працю досить добре відзивався Гмелін: «Кожен із нас, професорів, що до його науки мають стосунок, уважно читали, і цій праці сердешно раділи. А тому Крашеніннікову краще присланої нам праці навряд можна щось зробити…» У вересні 1740 року до Большерецька на Камчатку замість Міллера і Гмеліна приїхали професор де-ля-Кройер і ад'юнкт Г. В. Стеллер. Старші академіки відклали подорож, бо пожежа в кімнаті Гмеліна зруйнувала багато інструментів і пошкодила багато документів. Висока думка професорів Міллера і Гмеліна про Крашеніннікова, безпосереднє знайомство Стеллера з його роботами все ж не привели до встановлення між Стеллером і Крашенінніковим простих і добрих відносин, які могли б сприяти розвитку спільних досліджень Камчатки. Наприкінці листопада 1740 року Крашенінніков відправився у невдалу мандрівку на північ до коряків, під час якої спостерігав і дав детальний опис виверження вулкана Толбачик, і з якої повернувся у березні 1741 року. А вже через 3 дні він отримав від Стеллера ордер на подорож до Іркутська за коштами для експедиції. Крашенінніков здав казенні книги, інструменти та матеріали студенту А. П. Горланову і наприкінці травня виїхав до Якутська.
21 серпня 1741 року, перед від'їздом з Якутська, він обвінчався в соборній церкві зі Степанидою, донькою тобольського дворянина Івана Цибульського, небіжчицею дружини майора і якутського воєводи пана Павлуцького. 10 січня 1742 року Крашенінніков в Іркутську отримав ордер професора Міллера, в якому той наказував виконати ордер Стеллера й без затримки їхати в Тобольськ і далі на захід, приєднуватись до експедиції. Але отримати кошти, купити припасів і доправити їх до Якутська у Степана Петровича вийшло лише у травні. В жовтні 1742 року Крашенінніков приєднався до професорів експедиції у Верхотур'ї.
Працюючи наодинці, Крашенінніков зібрав унікальний природничо-історичний матеріал, дослідив рослинний, тваринний світ, природні умови, корисні копалини, історію заселення Камчатки, життя і мову корінного її населення — курильців, ітельменів, коряків, склав словники їхніх мов. Крашенінніков виконав величезну роботу: докладно описав всі річки, що впадають в океан, гарячі ключі, населені пункти, написав про природу Курильських і Алеутських островів, дізнався деякі дані про північний захід Америки, зібрав великі геологічні, метеорологічні, етнографічні, ботанічні і зоологічні матеріали.
У лютому 1743 року, майже через десять років після початку експедиції, Крашенінніков повернувся до Санкт-Петербурга. У його журналі можна знайти підрахунки пройдених шляхів Сибіром і Камчаткою — 25 773 версти.

### Петербурзький період
У лютому 1743 року, майже через десятиліття, експедиція повернулась до Санкт-Петербурга. Для студентів, що перебували в ній, 29 квітня в Конференції Академії наук влаштували екзамен. Гмелін перед тим дав завдання підготувати описи корюхи (Osmerus eperlanus) і матіоли (Matthiola). Розглянувши дисертацію Крашеніннікова, комісія постановила залишити його при Академії для занять природничою історією під керівництвом ботаніка Гмеліна й положила йому на утримання 200 карбованців на рік. Вже 14 листопада 1743 року в Конференції Академії він зачитав, складений ним опис риби ряпухи (Corregonus maraenula).
22 червня 1745 року Конференція розглянула прохання молодого вченого викладати разом із його екзаменаційною роботою з іхтіології і постановила вибрати Крашеніннікова в ад'юнкти з окладом у 360 карбованців на рік. На цьому ж засіданні у цей же самий день було обрано професором Михайла Васильовича Ломоносова. З 1745 року С. П. Крашенінніков працює в академічному Ботанічному саду, яким завідував на той час професор Й. Г. Сігізбек (1685—1755). У травні 1747 року, після звільнення Сігізбека з Академії, Ботанічний сад перейшов у завідування Крашеніннікова, на цій посаді він залишався до 1749 року.

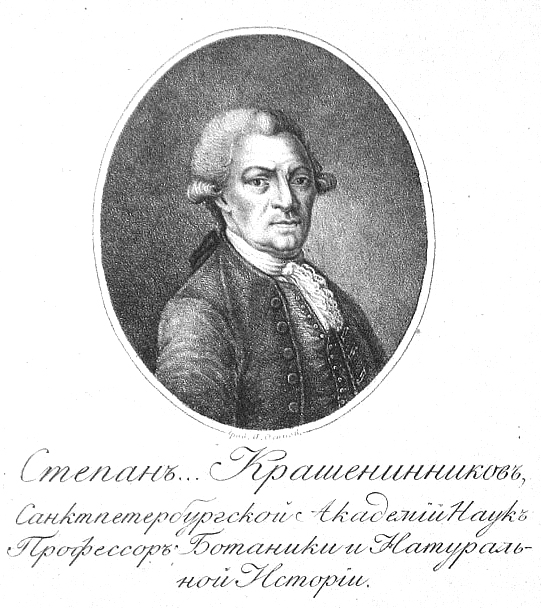
Степан Крашенінніков, гравюра А. А. Осипової, 1801 рік

У вересні 1748 року Крашенінніков отримав наказ пришвидшити підготовку до видання праць Другої Камчатської експедиції. Йому був переданий рукопис Стеллера, який, повертаючись до Петербурга з експедиції Берінга, помер в Тюмені в 1745 році. Окрім власних паперів, Крашенінніков повинен був перекласти праці Стеллера спочатку на російську, а потім на латину. У цей час він також перекладав з латинської мови на російську «Флору Сибіру» (Flora Sibirica) Гмеліна, спостерігав за друком другого тому цього дослідження, складав опис ботанічної частини колекції Стеллера, завідував Ботанічним садом, читав лекції з натуральної історії та ботаніки в Академічному університеті, перекладав книгу Квінта Курція «Про справи Олександра Македонського» (Historiae Alexandri Magni Macedonis).
Восени 1749 року Крашенінніков став секретарем комісії Академії з розгляду праці Міллера «О начале и происхождении имени российского народа», під час роботи якої він разом з Ломоносовим, Тредіаковским і Поповим активно виступав проти норманської теорії про походження назви російської держави. Цей виступ створив для нього важкі стосунки і з Міллером, і з його другом Гмеліним. Міллер наговорив про Крашеніннікова багато такого, що змусило останнього звернутися до президента Академії Розумовського з проханням про захист його честі, після чого Міллер визнав, що «Крашеніннікова та інших вилаяв даремно». 11 квітня 1750 року Крашенінніков був обраний першим російським професором натуральної історії та ботаніки, членом академічного й історичного гуртків Академії наук, із пожалуванням у 660 карбованців на рік. А трохи пізніше він був призначений ректором Академічного університету й інспектором гімназії, замість звільнених Міллера й Фішера. 6 вересня 1750 року він зачитав свою промову «О пользе наук и художеств» на публічному засіданні Академії наук. Наприкінці 1750 року Крашенінніков повернувся до роботи над результатами Другої Камчатської експедиції, обробки власних і стеллерових паперів. Робота ректора забирала багато часу й сил, підривала слабке здоров'я. В університеті Крашенінніков намагався створити власну наукову школу, з його учнів особливо відзначився ботанік і лікар, К. І. Щепін:191.

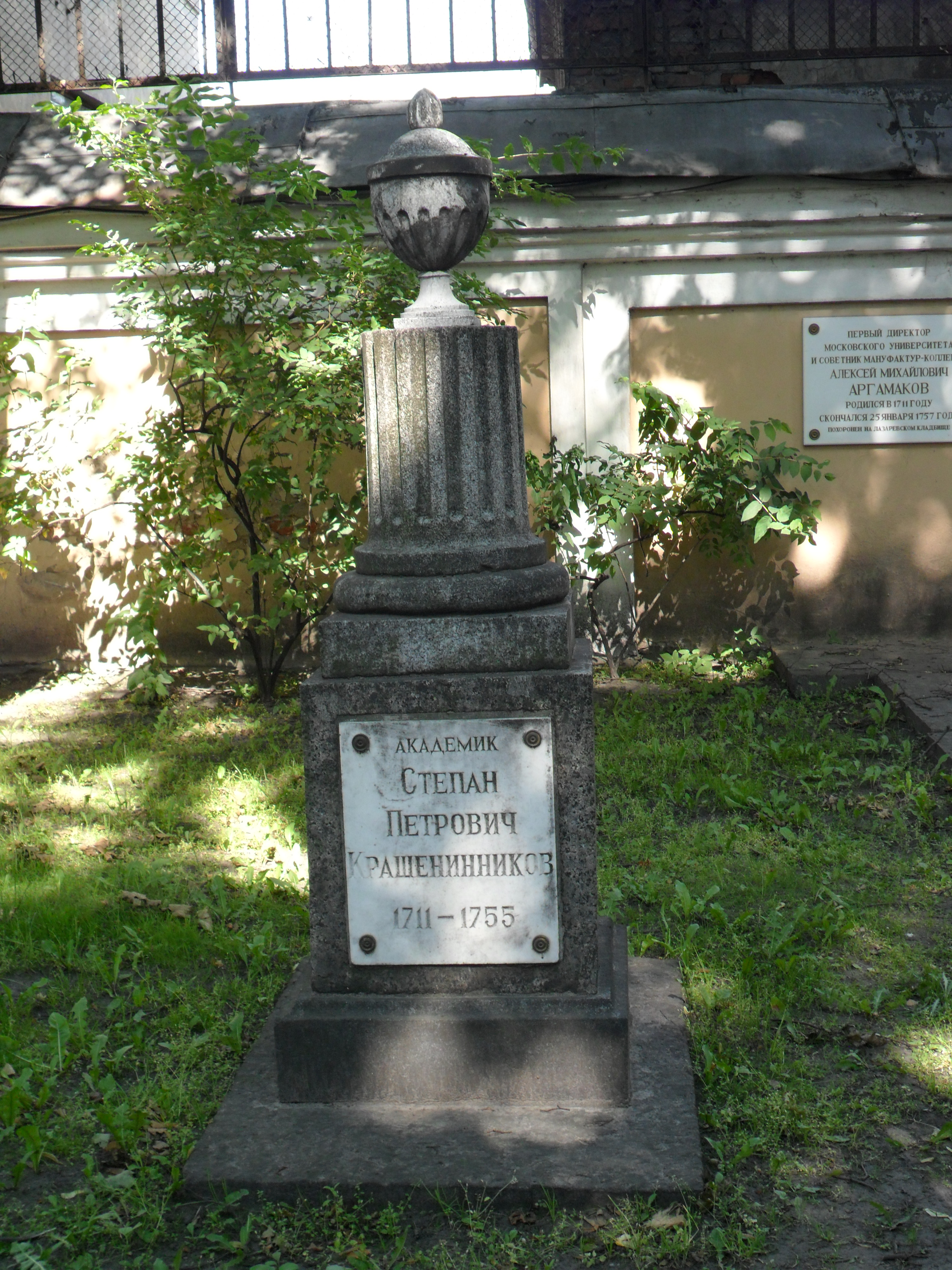
Могила Степана Петровича Крашеніннікова

У 1752 році Крашенінніков проводить ботанічні дослідження околиць Санкт-Петербурга. Подорож разом із Щепіним у район Ладозького озера і Новгорода з метою вивчення флори Інгрі лягла в основу праці «Flora ingrica», що була видана в системі Ліннея через кілька років після смерті Крашеніннікова Д. Гортером і була зрозуміла сучасникам, на відміну від «Flora Sibirica» Гмеліна:191. У лютому 1755 року готує велику ботанічну експедицію у південні й центральні райони Російської імперії. Хвороба легень не дозволяла Крашеніннікову брати участь в засіданнях Конференції Академії протягом зими 1755 року. У цей час він закінчив опрацьовувати матеріали камчатської експедиції й писав до них передмову. О сьомій годині ранку 25 лютого 1755 року Степана Петровича Крашеніннікова не стало. Дружині його з дітьми було виплачено 858 карбованців річної платні разом із коштом на поховання. Поховано Степана Петровича Крашеніннікова на кладовищі церкві Благовіщення на Васильєвському острові. У 1988 році прах дослідника перепоховали на Лазаревському цвинтарі Олександро-Невської лаври. Бібліотека Крашеніннікова, його рукописи, колекція насіння були передані на зберігання до бібліотеки Академії, архіву й ботанічного саду, відповідно.
Рання смерть дослідника була великою втратою для Росії, як це ясно усвідомлював через 10 років А. М. Карамишев:
|  | Ingenio et scientia juhu tus indefessa opera legit Sibiricas gazas, multumque utilitatis, digm Patriae civis in posterum praestitisset, si fata tarn cito eum non absti lissent… — Обдарований розумом і знаннями, з найбільшими труднощами збирав він скарби Сибіру; гідний громадянин вітчизни, багато користі приніс би він нащадкам, якби рок так швидко його не забрав… |

Карамзін в «Пантеоні російських авторів» 1802 року зазначив, що Крашенінніков помер «у той самий день, коли був надрукований останній лист його опису Камчатки». Біограф вченого Новиков писав про професора: «Він був з числа тих, які ні знатністю породи, ні благодіянням щастя підносяться, але самі собою, своїми якостями, своїми працями і заслугами прославляють свою породу і вічної згадки про себе роблять гідними». Володимир Іванович Вернадський так підсумовував його життєвий і творчий шлях:190:
|  | Подібно до Гмеліна і Стеллера, Крашенінніков не був геніальним вченим, але це був точний спостерігач, роботи якого витримали перевірку часом. Імена Гмеліна, Стеллера, Крашеніннікова — вчених першої половини XVIII століття — зберегли для нас своє значення; разом з тим, їхні праці є історичними документами, так як вони науково точно описували природу Росії в умовах її існування вже зниклих і які більше не повторяться. |

|  | З появою Крашеніннікова і Ломоносова підготовчий період в історії наукової творчості російського народу скінчився. Росія остаточно як рівна культурна сила увійшла в середовище цивілізованого людства, почалася нова епоха культурного життя країни. |

## Родина
Степан Петрович був одружений зі Степанидою Іванівною Цибульською, мав з нею 6 дітей.

## Наукові праці
- «Речь о пользе наук и художеств» / «Торжество Академии наук… 6 сентября 1750 г.», СПб., 1750.
- «Описание камчатского народа», СПб., 1751.
- «О завоевании камчатской землицы», СПб., 1751.
- «Описание земли Камчатки» (4 части в 2 томах), СПб., 1755.
- «Описание земли Камчатки» (с приложением рапортов, донесений и других неопубликованных материалов), М.—Л., 1949.
- «Описание Земли Камчатки»: В двух томах: Репринт. воспроизведение. — СПб.: Наука, 1994. ISBN 5-02-028232-4.

### «Про користь наук і мистецтв»
Промова «Про користь наук і мистецтв», зачитана Крашенінніковим на засіданні Академії наук 6 серпня 1750 року, вказує на передові філософські ідеї того часу, що їх розділяв автор. Він висловив думку про виняткове значення виховання, як сукупність громадського впливу на людське мислення. Намагався пояснити різне ставлення людей до одних і тих же порядків у суспільстві інтересами, що панують в середовищі того чи іншого народу, або прошарку суспільства. Розвиток наук і ремесел намагався пояснити матеріальними потребами людства. Стверджував відсутність у людини будь-яких вроджених принципів або первинних понять.

### «Опис землі Камчатки»
«Опис землі Камчатки» являє собою двотомну працю з обробки результатів мандрівок, зібраних колекцій, архівних матеріалів, зібраних під час Другої камчатської експедиції. Цей твір поклав початок створенню нового жанру наукових подорожей Росією. Твір містить надзвичайно цікавий в пізнавальному відношенні матеріал, написаний чудовою літературною, розмовною в своїй основі, мовою. «Опис землі Камчатки» незмінно користувався популярністю у широких кіл читачів. Поряд з творами М. В. Ломоносова, О. П. Сумарокова, Г. Р. Державіна, він слугував джерелом для складання «Словника Академії Російської». У процесі підготовки до видання в 1748—1750 роках було створено 4 редакції:
- Перша «обсервация» (1748—1750, не збереглась);
- Друга (1750—1755 — СПбФ АРАН, р. II, оп. 1, № 228);
- Третя (1750—1755 — СПбФ АРАН, р. II, оп. 1, № 228);
- Четверта — по ній готувалось видання 1755 року.

«Опис землі Камчатки» був готовий до друку вже в 1755 році, але смерть Степана Петровича завадила виданню. Праця побачила світ у 1756 році. Передмову до неї, що власне є некрологом Крашеніннікову, написав професор Міллер. Ця чудова праця, що увійшла в скарбницю російської культури і науки, була перекладена на англійську (1764), німецьку (1766), французьку (1760, скорочене видання) та голландську мови (1770). Перевидавалась у 1767—1770 роках французькою, у 1771 і 1789 роках німецькою мовами. Довгий час цей двотомний твір був не тільки енциклопедією краю, але й єдиною працею про Камчатку в європейській літературі.
Праця складається з 4 частин:
- «Про Камчатку і про країни, які в сусідстві з нею знаходяться». Географічний опис Камчатки, що базується на самостійно зібраному матеріалі. 10 глава «Про Америку і про деякі острови, що лежать між Америкою і Камчаткою» — праця Стеллера з його подорожі із Берингом до Аляски. Використана також праця Міллера 1737 року, що базується на наявних на той час архівних матеріалах про півострів.
- «Про вигоду і про недоліки землі Камчатки». Природничо-історичний опис Камчатки. Дається перший в російській науці опис вулканів, гейзерів, описуються мінерали й гірські породи півострова, подаються етнографічні замальовки, детальний опис флори і фауни краю, морський і лісовий промисел, опис припливів у Пенжинській губі і на березі Тихого океану.
- «Про камчатські народи». Перша російська етнографічна праця, присвячена дослідженню побуту, звичаїв і мови камчадалів, коряків, курилів. Словники ітельменської (камчадальскої), коряцької, айнської мов. Міститься багато тубільних спеціальних термінів з ботаніки, зоології, корисних копалин, лікарських трав, хвороб. За цю працю сибірський етнограф Л. Я. Штернберг називав автора Нестором російської етнографії.
- «Про колишні в різні часи бунти, зради і про нинішній стан тамтешніх російських острогів». Критично опрацьовані архівні матеріали з історії краю. Найкраща праця з історії Сибіру російської історичної науки усього XVIII сторіччя[9].

У 1774 році Жан-Бенуа Шерер (1741—1824) зауважив у передмові до Стеллерової праці «Beschreibung von der Lände Kamtschatka», що Крашенінніков багато запозичив з неї до своєї книги. На що Бюшінг (1724—1793), Паллас (1741—1811) і анонімний критик з «Allgemeine deutsche Bibliothec» гаряче заступилися за Крашеніннікова і довели, що він не тільки ніколи не приховував цих запозичень, але його спостереження і описи почасти науково точніші й важливіші за описи Стеллера.

### Інше
Статті Крашеніннікова в «Актах» Академії наук стосуються, головним чином, ботаніки й іхтіології. Після смерті Крашеніннікова у 1761 році Д. Гортером була видана його праця з ботанічного опису Інгерманландії «Flora ingrica ex schedis S. Krascheninnicow (Botanices et Historiae natur. Professons quondam Petropol.) Confecta et propriis observationibus aucta a D. de Gorter». Крашенінніков багато перекладав з латини, за чистоту мови довгий час цінувався його переклад твору Квінта Курція «История о Александре Великом царе Македонском, с дополнением Фрейнсгейма и с примечаниями» (ч. I—II, СПб., 1750—1751), що перевищив попередній анонімний переклад 1709 року. Цей переклад зібрав купу доброзичливих відгуків, неодноразово перевидавався (у 1813 році було опубліковане його 6-е видання).
Поряд із Ломоносовим та іншими видатними вченими того часу Крашенінніков писав «екстракти» з різних книг для користування, відгуки на представлені в Академію роботи. Відомі його відгуки про переклад Тредіаковським «Аргеніди» Барклая, про «Лексикон» Георгія Дандоло, відгуки про «Слово про користь хімії» Ломоносова і «Silvicultura Russiae» Фокеля, негативні відгуки про переклади «Житій славних мужів Плутархова» С. С. Волчкова і «Підступи та хитрості військові» І. В. Шишкіна.

## Вшанування пам'яті

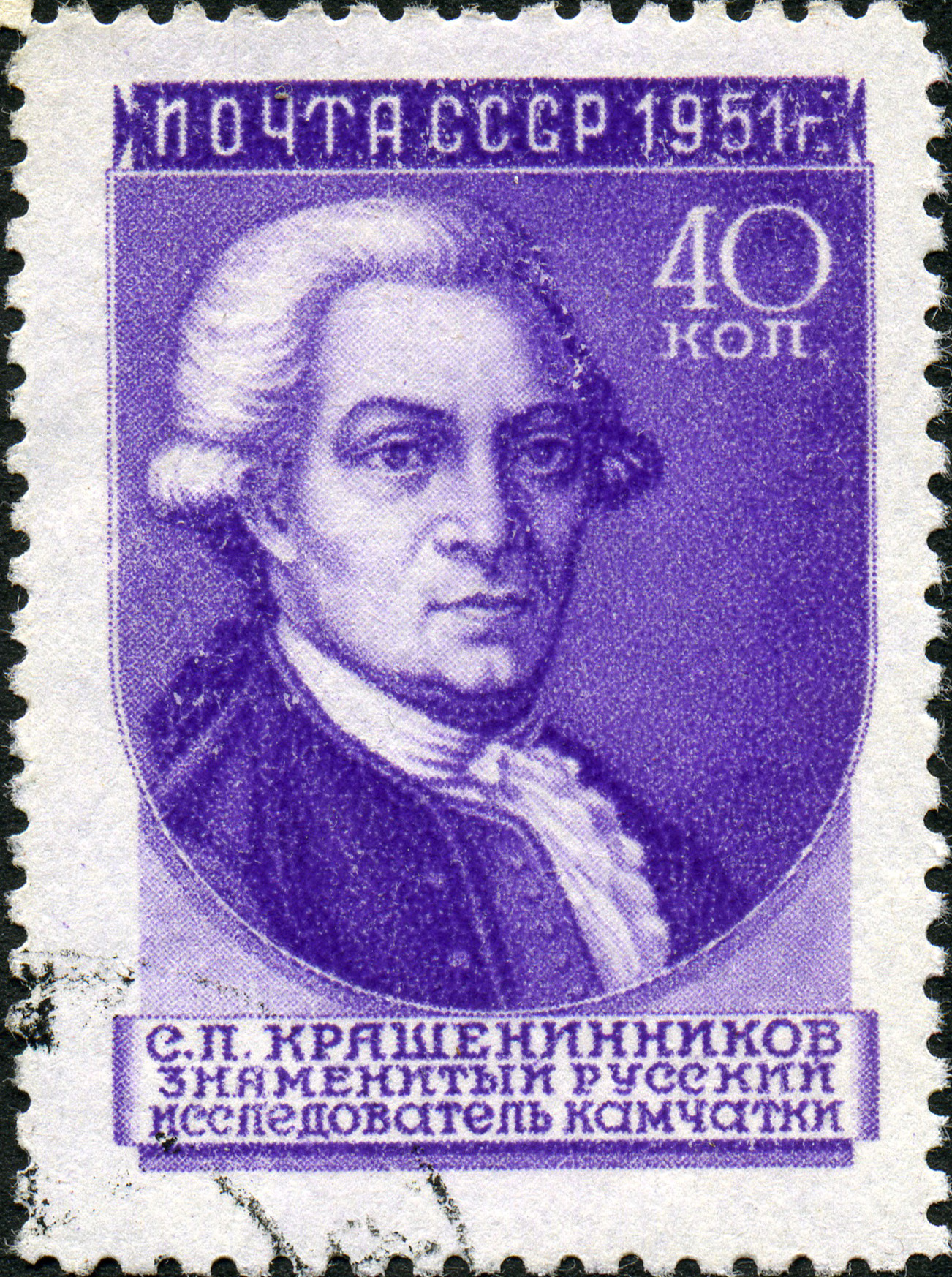
Радянська поштова марка, присвячена С. П. Крашеніннікову, 1951 рік

Ім'ям Степана Петровича Крашеніннікова названо острів і бухту біля південно-східних берегів Камчатки, мис на острові Карагінський, гору на Камчатці, поблизу Кроноцького озера. На острові Парамушир Курильського архіпелагу його ім'я носить бухта, мис, підводна долина на дні Охотського моря; на архіпелазі Нова Земля його ім'ям названий півострів і мис; в Антарктиді — гора.
Ім'ям Крашеніннікова названий один з середньомагістральних пасажирських літаків Airbus A320 російської авіакомпанії «Аерофлот», вулиці у Вілючинську, Єлізовому, Новосибірську і Санкт-Петербурзі, його ім'я з 1989 року носить Камчатська крайова наукова бібліотека.
Близько 30 видів рослин носять видові епітети krascheninnikovii, krascheninnikoviana, krascheninnikoviorum, що отримані від прізвища Степана Петровича Крашеніннікова. У 1758 році К. І. Щепін описав і назвав на честь свого вчителя рід рослин Крассіна (Crassina Scepin) з родини айстрових, який тепер вважається гомотипним синонімом цинії (Zinnia L.). У 1909 році на честь Крашеніннікова названий один з видів осоки, що був зібраний В. Л. Комаровим на схилах вулкана Крашеніннікова — осока каршеніннікова (Carex krascheninnikovii Kom. et Krecz.). М. С. Турчанинов описав рід рослин крашенінніковія (Krascheninikowia Turcz.), з родини гвоздичних; пізніше він не зберіг пріоритету назви і тепер рослина згадується як мінуцарія крашеніннікова (Minuartia krascheninnikovii Schischk.).